# Parabapta clarissa
Parabapta clarissa är en fjärilsart som beskrevs av Butler 1878. Parabapta clarissa ingår i släktet Parabapta och familjen mätare. Inga underarter finns listade i Catalogue of Life.